# Пущино-на-Оке
Не путать с усадьбой Вяземских Пущино-на-Наре
Пущино-на-Оке — загородная усадьба на северо-западе современного города Пущино, принадлежавшая в 1578—1699 гг. Пущиным, в 1699—1806 гг. Арцыбашевым и в 1806-52 гг. Офросимовым.
Деревня Пущино на берегу реки Ока впервые упоминается в писцовых книгах 1578-79 гг. как имение, пожалованное А. Д. Пущину. Двухэтажный усадебный дом выстроил в стиле классицизма отставной майор Яков Иванович Арцыбашев. В бумагах его соседа Андрея Болотова сохранилась такая запись: «1799 г. октября 9 дня… поехали в Пущино и нашли старушку хозяйку… очень больную, и нас угощал уже сын ея… в своих новых каменных и хорошо отделанных палатах».
С 1806 г. Пущино становится «подмосковной» генерал-майора П. А. Офросимова и жены его, знаменитой московской барыни Настасьи Дмитриевны, которые считаются прототипами грибоедовских Фамусова и Ахросимовой. Вдова их сына в 1840 г. стала женой давно влюблённого в неё композитора А. А. Алябьева, и тот некоторое время творил в этих краях. Вскоре братья покойного мужа отсудили у неё имение.
После отмены крепостного права Пущиным, как и многими другими «дворянскими гнёздами», владели представители податных сословий — купец второй гильдии Е. Е. Вебер, чаеторговец С. В. Перлов и суконный фабрикант Н. Т. Каштанов (помимо прочих). Последний принялся достраивать усадьбу в соответствии с распространившейся модой на неоклассицизм: пристроил с одной стороны 6-колонный портик, велел провести по фасаду фриз и украсить его лепниной. Вместо липовой аллеи были высажены тополя. Из-за начала Первой мировой войны работы не были завершены.
Облик имения в 1928 году запечатлён на киноплёнку создателями фильма «Хромой барин». До 1971 года усадьбу Пущино занимала сельская больница. Вотчинная церковь с усыпальницей Арцыбашевых была снесена. Режиссёр Никита Михалков снимал здесь во второй половине 1970-х годов фильмы «Неоконченная пьеса для механического пианино» и «Несколько дней из жизни И. И. Обломова».
В 1980-е гг. имение окончательно пришло в запустение и в начале XXI века находится на грани исчезновения. Министерство культуры Московской области возлагает ответственность за сложившееся положение на руководство Российской академии наук, в ведении которой находятся строения усадьбы.
В 2019 году обрушилась крыша, началось стремительное разрушение памятника. В 2021 г. произошло частичное обрушение перекрытий.
Активисты Пущинского отделения ВООПИК выступили с инициативой консервации дома. При поддержке фонда «Внимание» и совместно с проектом «Консервация» в 2020 году были собраны средства, на которые разработан проект первоочередных противоаварийных работ. Консервационные работы начались осенью 2021 года и закончились в марте 2022-го. Дом получил временную двускатную кровлю, окна и проемы были закрыты от осадков, а внутренние помещения расчищены от накопившегося за годы мусора.
По состоянию на 2023 год на фасаде главного дома уже отсутствует часть барельефов, разрушена парадная лестница, почти утрачены подлинные интерьеры: остатки каминов, часть лепнины, фрагмент росписи, сложные дверные и оконные проемы и дубовый паркет напоминают о былой роскоши. В настоящий момент здание законсервировано и нуждается в реставрации.

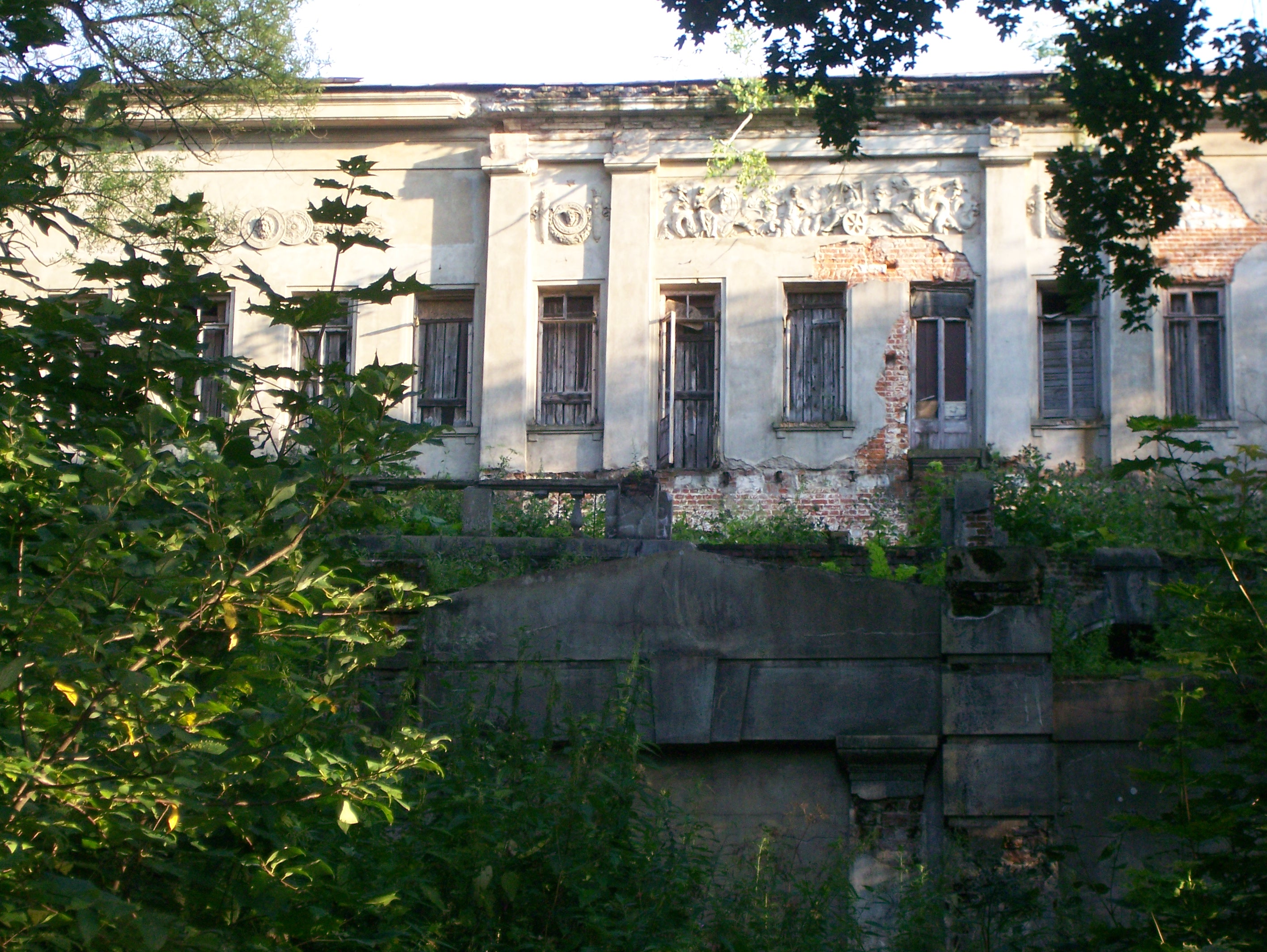
Вид с лестницы, ведущей к Оке
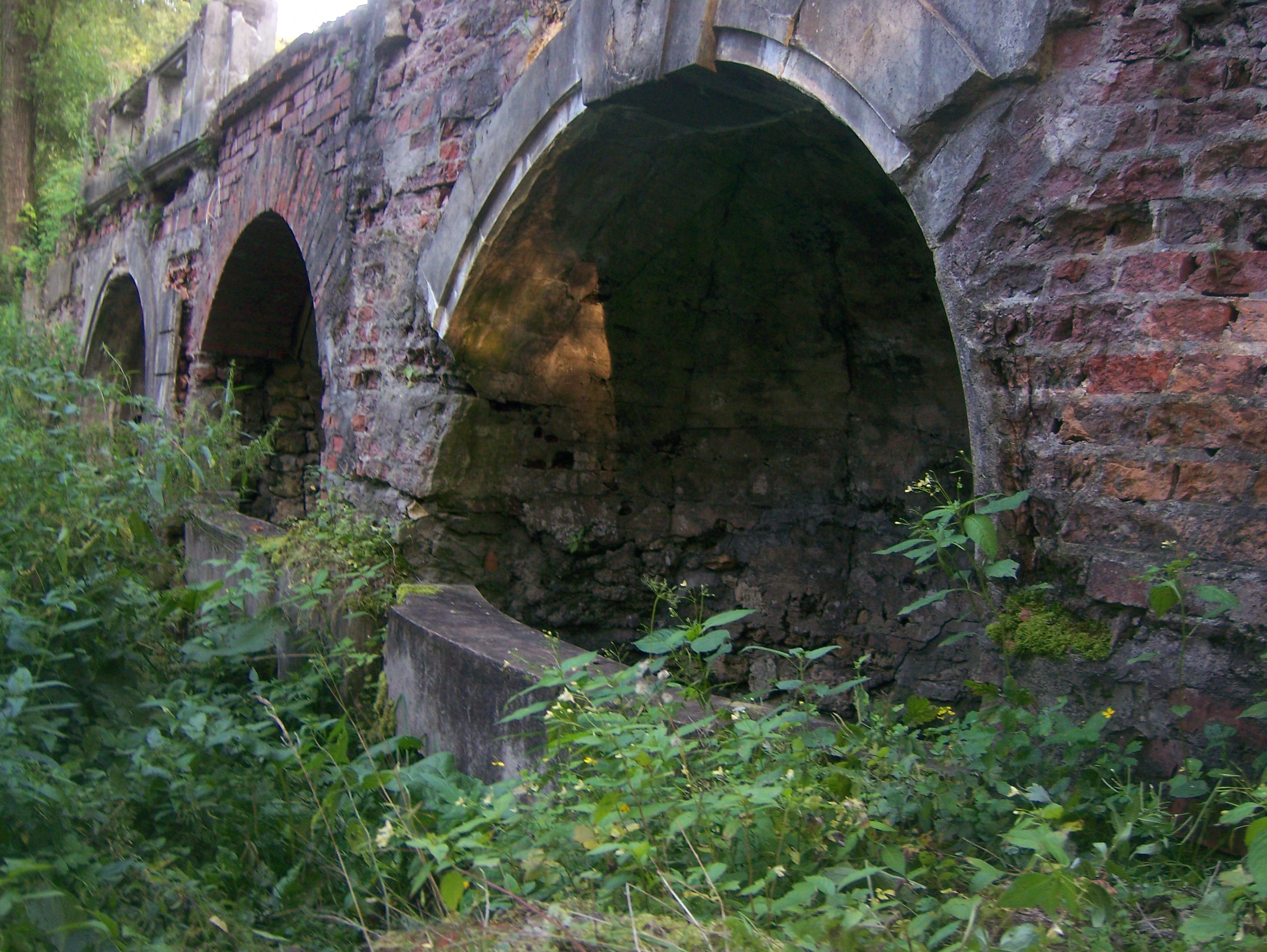
Элементы конструкций между лестницей и зданием
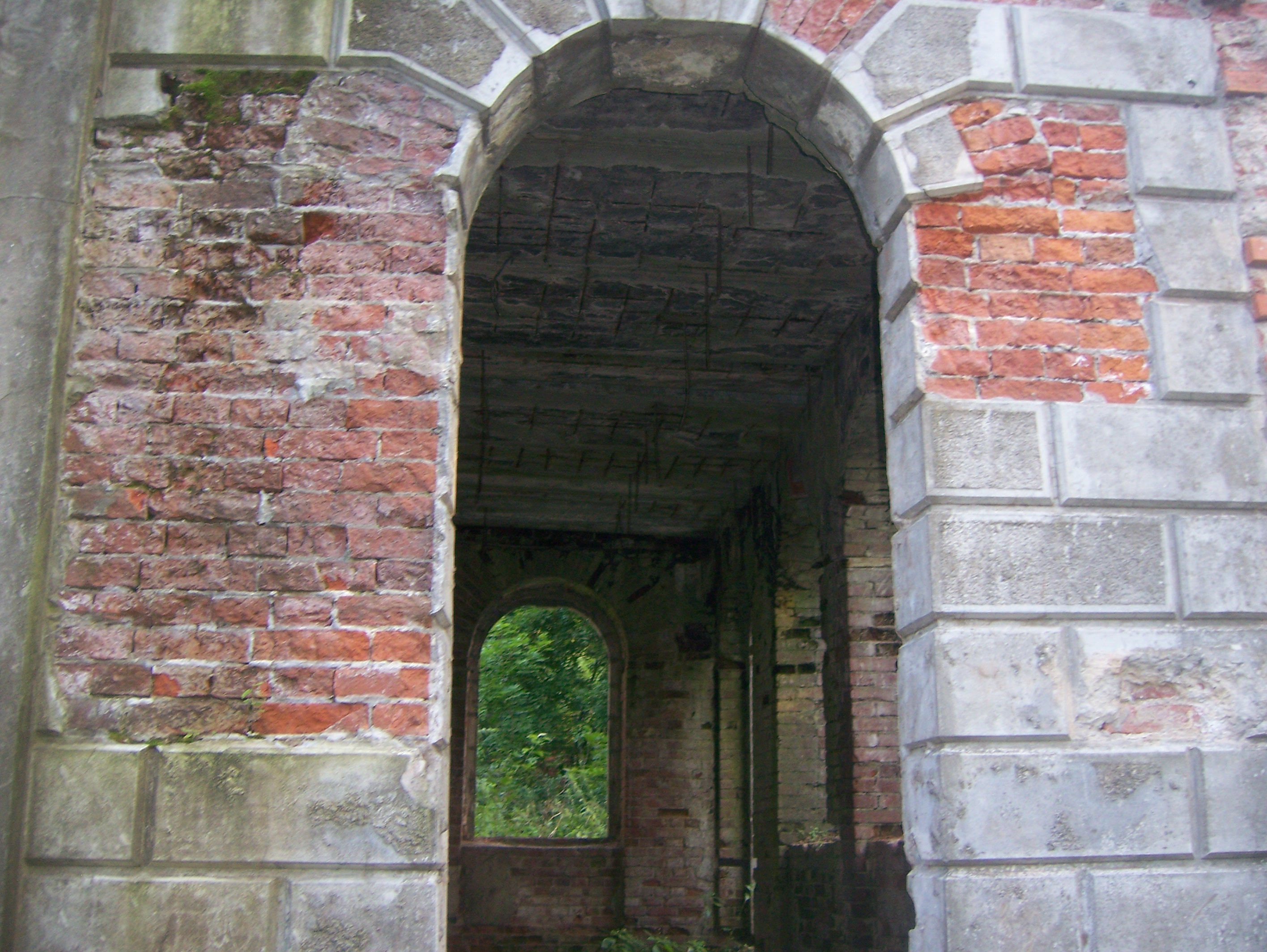
Вход в здание
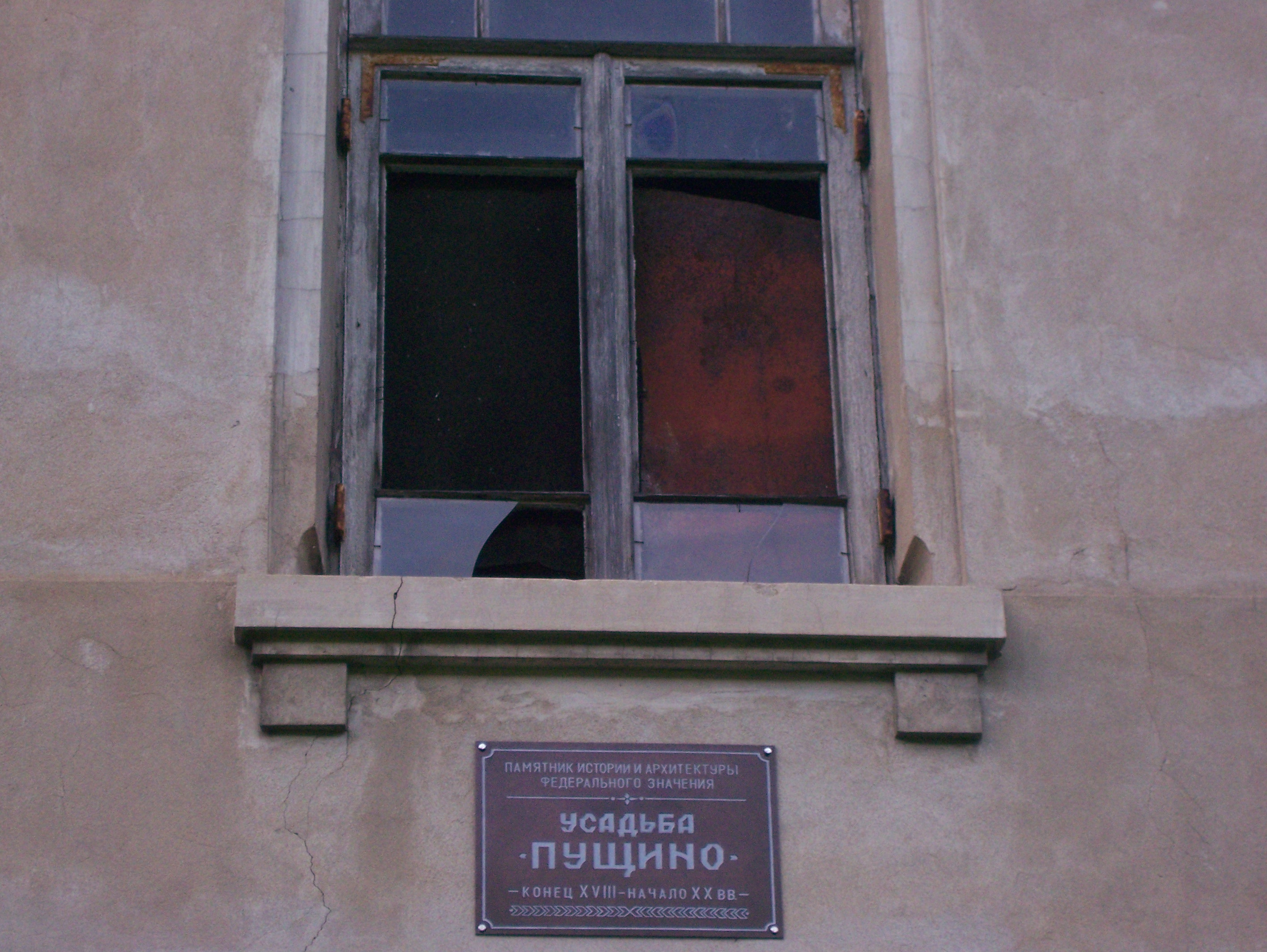
Вывеска
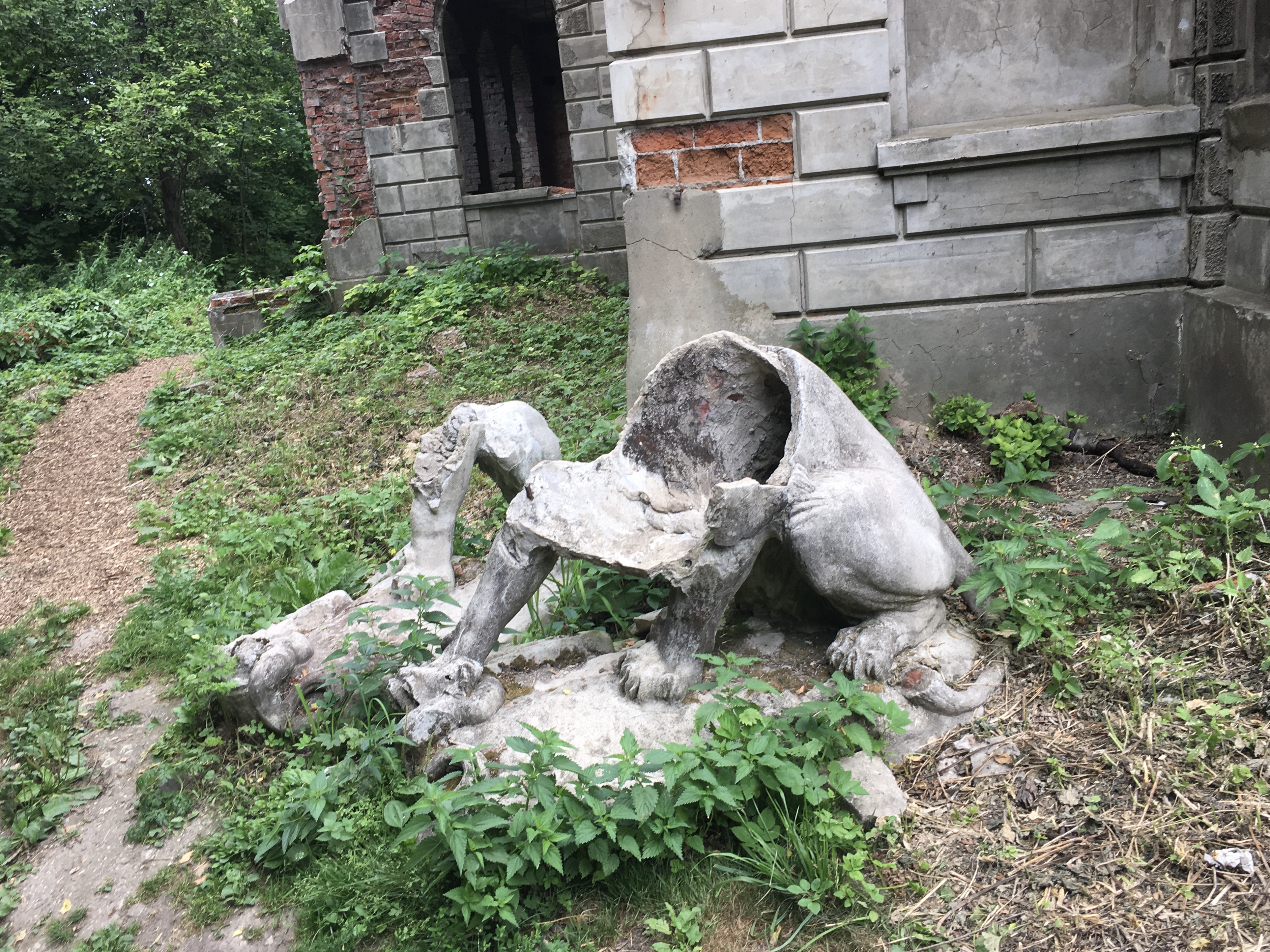
Разрушенная каменная скульптура льва
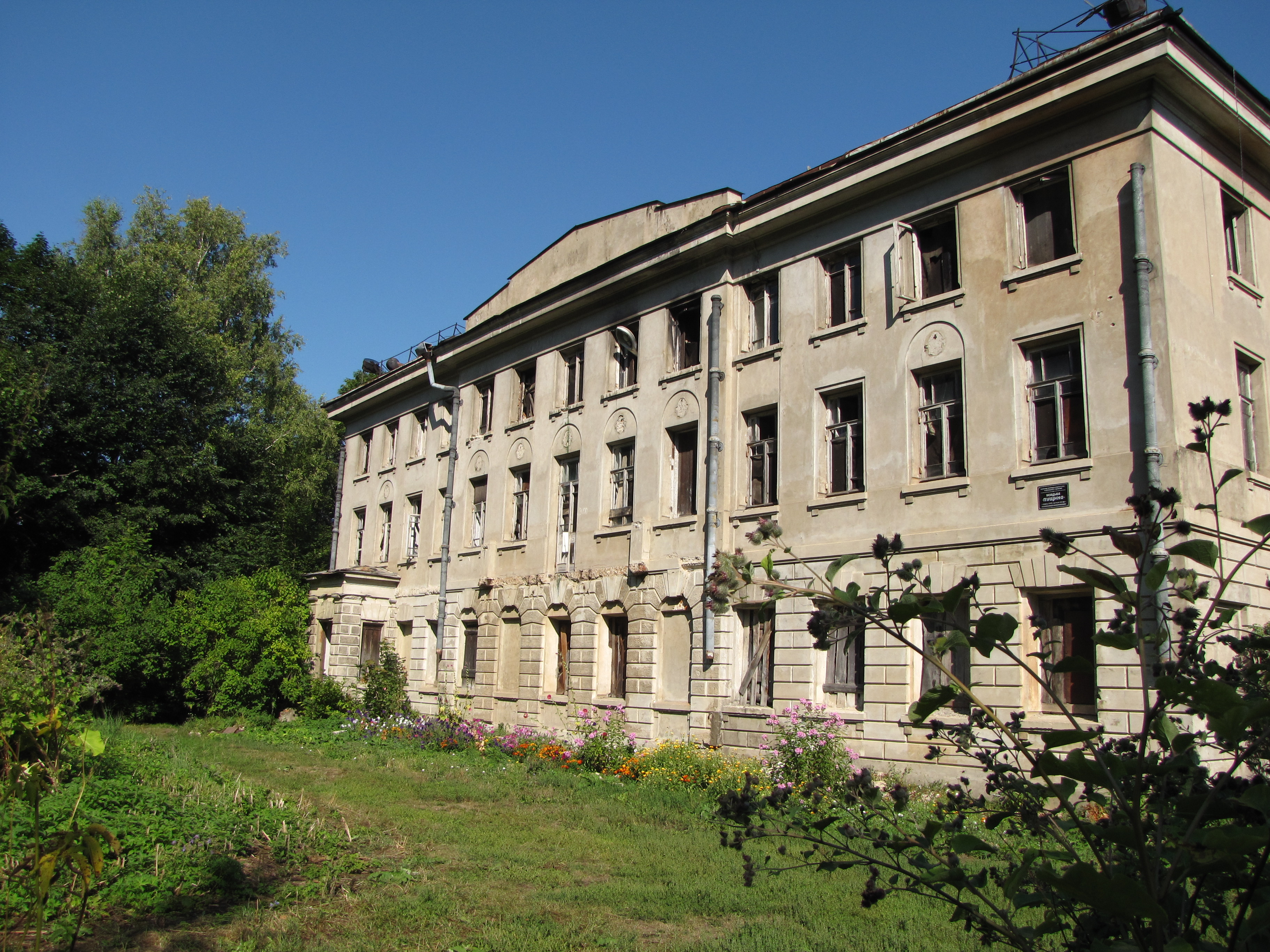
Усадьба Пущино